# Bloomington (Nebraska)
Bloomington je selo u američkoj saveznoj državi Nebraska. Prema popisu stanovništva iz 2010. u njemu je živjelo 103 stanovnika.